# Kamila Ženatá

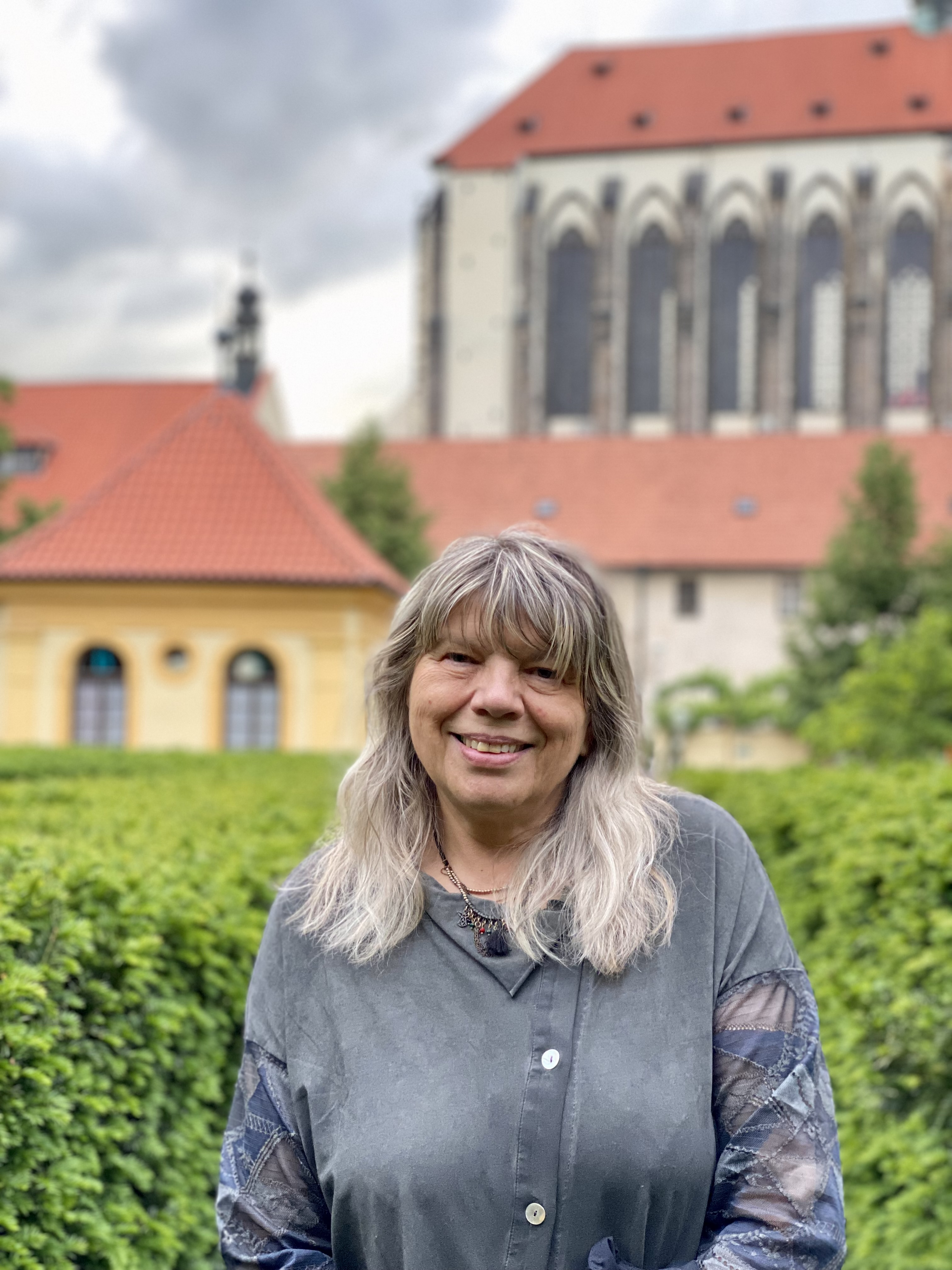
Kamila Ženatá

Kamila Ženatá (* 26. prosince 1953, Havlíčkův Brod), také Kamila Albrechtová-Ženatá je česká výtvarná umělkyně. Představuje kreativní všestrannou osobnost (vedle vizuální tvorby má i svou tvorbu literární), která se plně zapojuje do současného uměleckého dění a reaguje na aktuální problémy dnešního světa. Používá media textu, malby, fotografie a videoinstalace.

## Životopis
V letech 1968–1973 absolvovala gymnázium v Čáslavi. Poté v letech 1973–1979 vystudovala grafiku na Akademii výtvarných umění v Praze v ateliéru slavného profesora Ladislava Čepeláka. V osmdesátých a devadesátých letech se prezentovala převážně svým grafickým dílem, v letech 1991–2013 byla členkou Sdružení českých umělců grafiků Hollar. 
Svou první malířskou výstavu uspořádala v roce 2001 v Galerii Nová síň. Vystavovala rovněž v zahraničí, v Německu, v Japonsku, ve Švýcarsku, Holandsku a ve výstavních síních Českých center.
V letech 1995–2005 vedla seminář Sebevyjádření pomocí výtvarných prostředků na Filozofické fakultě Univerzity Karlovy.
Od roku 2001 je hostující členkou České společnosti pro psychoanalytickou psychoterapii.
Od roku 2001 se věnuje i literární tvorbě.
Od roku 2005 rozšířila své výrazové pole působnosti a začala se zabývat rovněž fotografií, videi a instalacemi. V roce 2007 připravila koncepčně náročnou a mediálně různorodou instalaci ve výstavní síni Mánes s názvem Nauč se stát na jedné noze, v níž umělecky ztvárnila své osobní porozumění čínské Knize Proměn. V roce 2009 kurátorsky připravila společně s Milenou Slavickou a ve spolupráci s Centrem současného umění DOX výstavu Čtrnáct S, prezentující díla čtrnácti současných českých umělců včetně videoinstalace Kamily Ženaté.
V roce 2007 založila občanské sdružení (spolek) Schrödingerova kočka/Schrödinger’s Cat.
V letech 2009 a 2014 pobývala jako rezidenční umělkyně v Cill Rialaig Arts Centre, Kerry, Irsko.
Od roku 2009 pracuje v Karlin Studios.

## Projekty

### Horizont událostí / Event Horizon

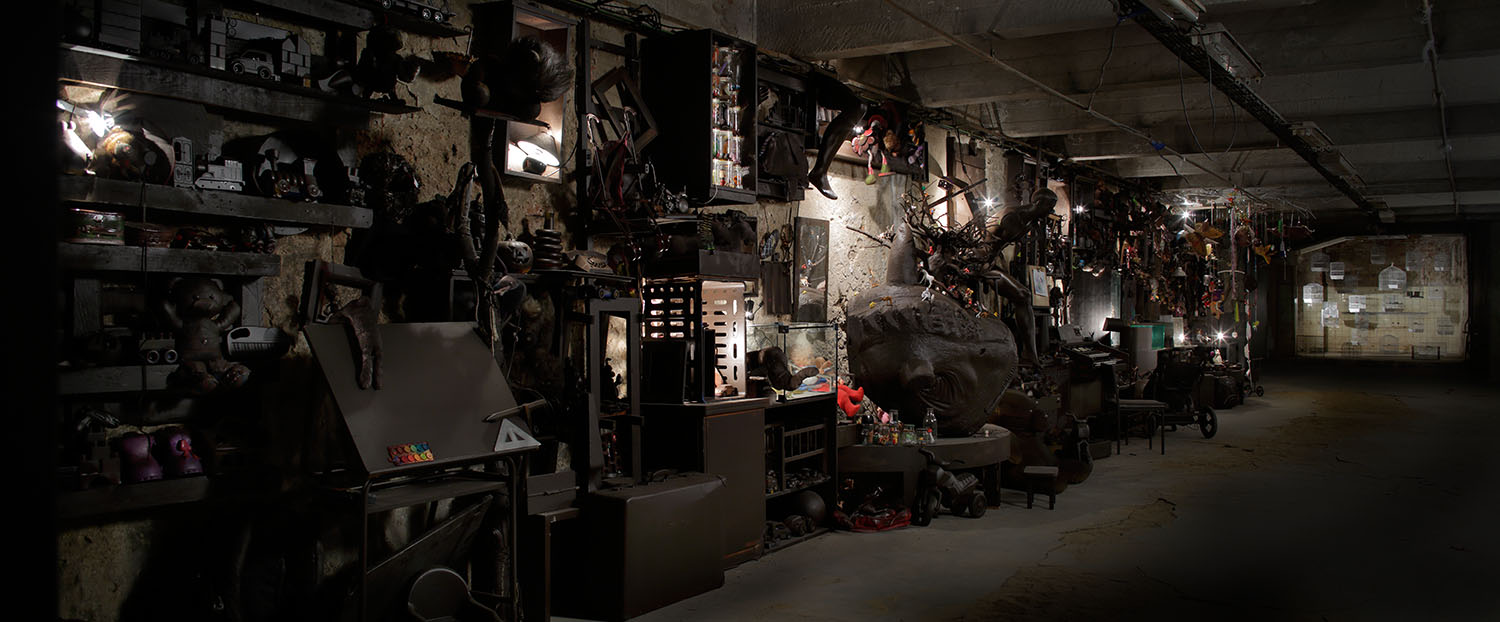
Horizont událostí, instalace

Karlin Studios, Praha, site-specific, 2015, kurátorka výstavy: Caroline Krzyszton – Horizont událostí je svého druhu unikátním projektem. K jeho realizaci sestavila Ženatá experimentální skupinu osmi žen, které v průběhu několika měsíců pracovaly v sebepoznávacím procesu v autorčině ateliéru. Z jejich výpovědí vytvořila znepokojivou site-specific instalaci ve sklepních prostorách Karlin Studios v Praze. Památník paměti, který byl jednou z částí instalace, odhaloval cestu do nevědomí, do podsvětí… Tento výtvarný akt vybízí k účasti na procesu, jenž odkrývá intimní, skrytá, nevědomá a tím významná území lidské psychiky. Výsledkem je záznam proměny, autentické svědectví žen, které vyšlo z uzavřeného, "chráněného" území do veřejného prostoru.

### Ženský dvůr / Women’s Yard

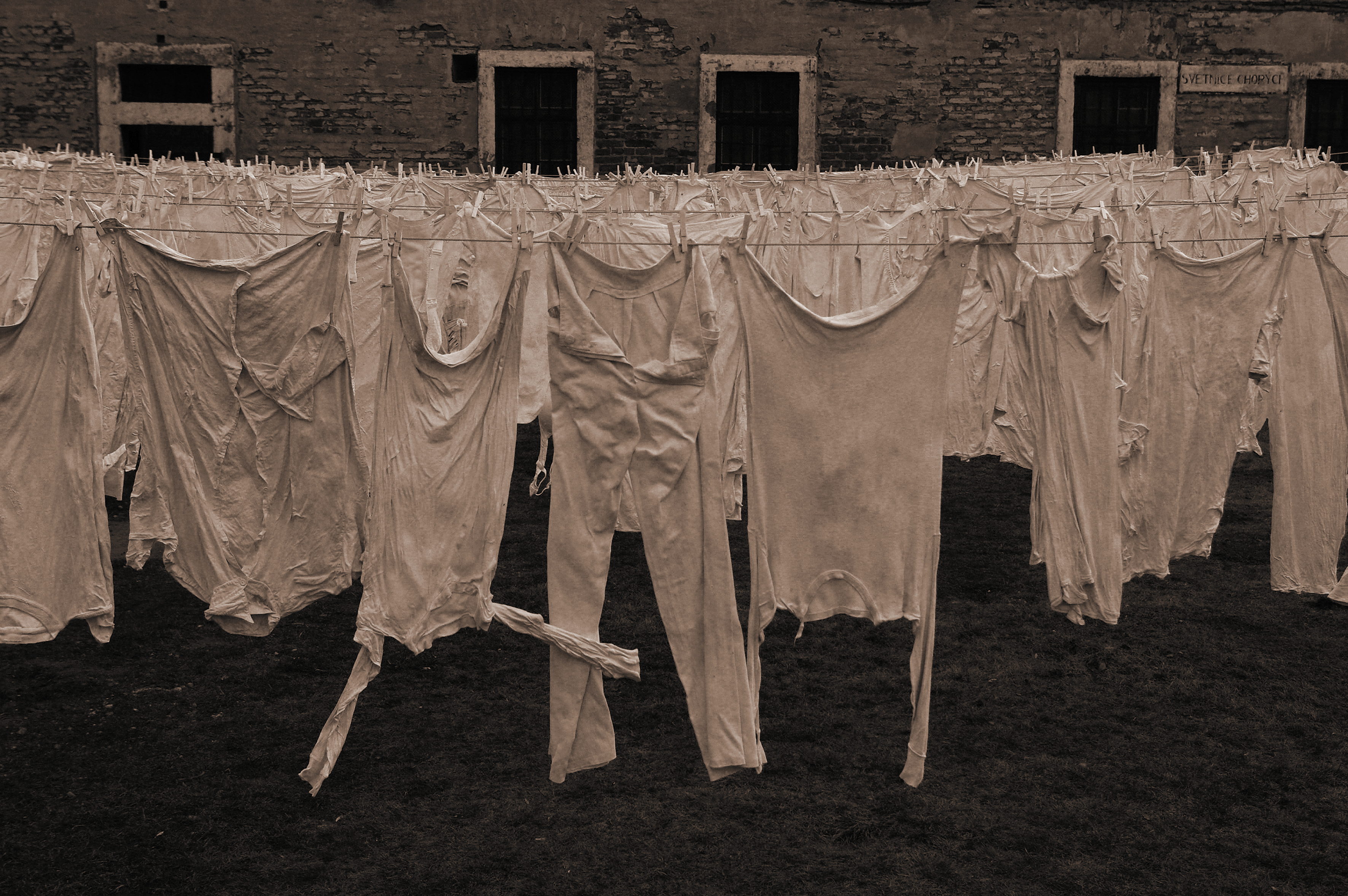
Ženský dvůr, Malá pevnost, Terezín

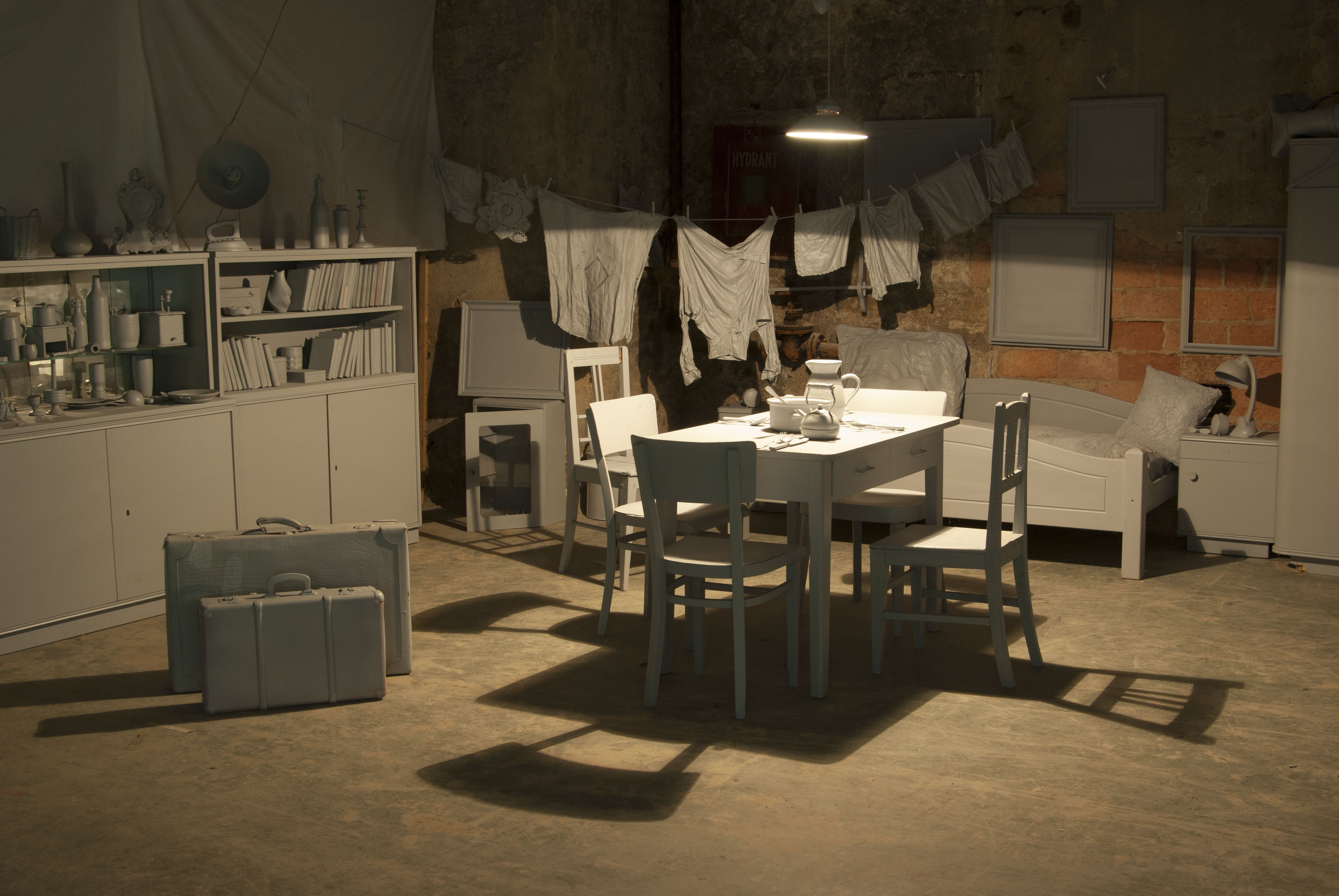
Ženský dvůr, DOX Centrum současného umění, Praha

Centrum současného umění DOX, Praha. Malá pevnost, Terezín, site-specific, 2013
Instalace v Malé pevnosti Památníku Terezín a v Centru pro současné umění DOX v Praze nazvaná Ženský dvůr je projekt, jehož podstatou je návrat do nedopovězeného příběhu a jehož obsahem je žena, ženství, osud a kolektivní nevědomí.

### 2. patro (prázdný byt, v němž zůstaly sny těch, kteří v něm žili)

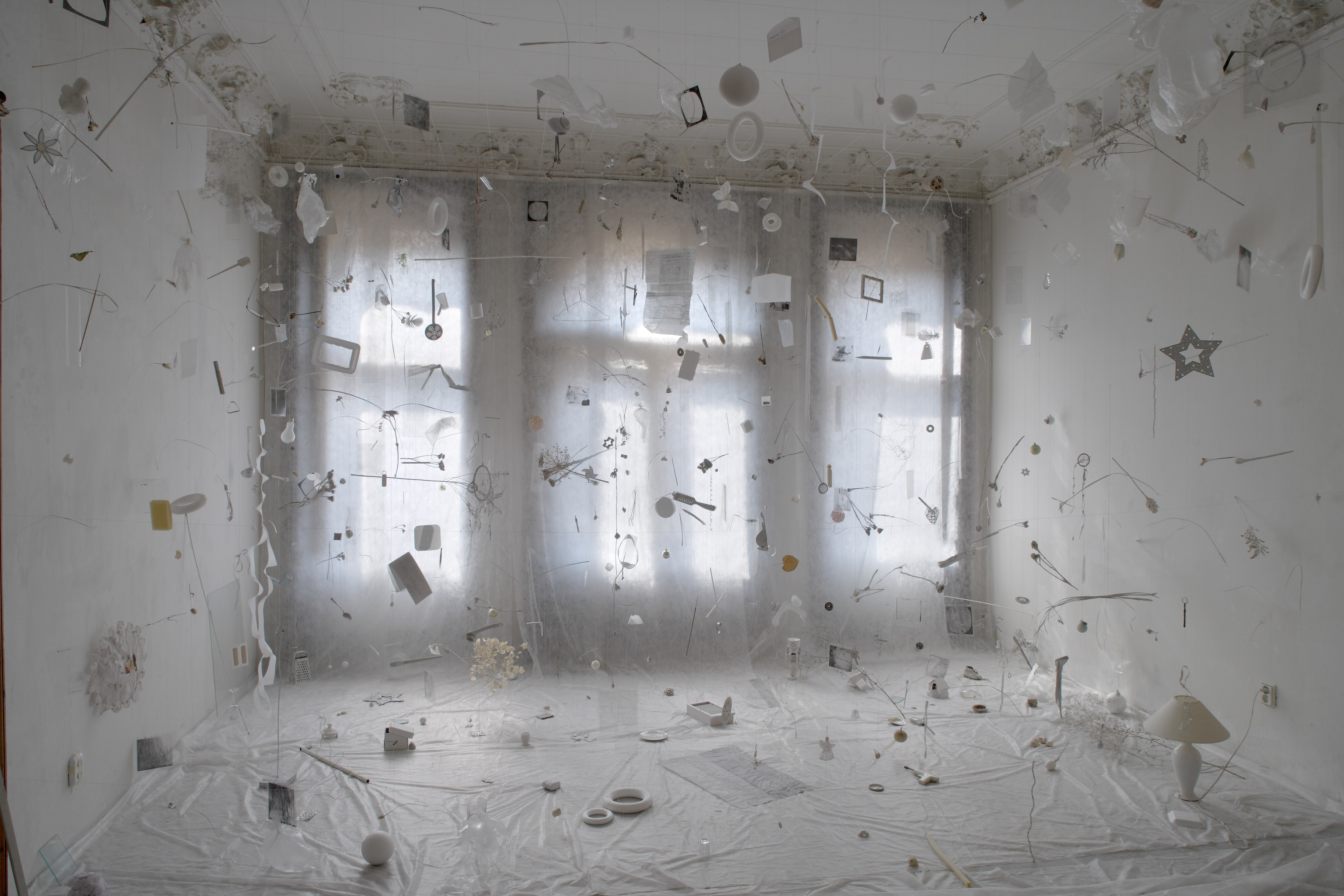
2. patro (prázdný byt, v němž zůstaly sny těch, kteří v něm žili)

Opuštěný byt proměněný v instalaci levitujících předmětů, popsaných zdí, vzpomínek a snů. Praha, Myslíkova 9, 2009.

### Čtrnáct S
Centrum současného umění DOX v Praze, 2009, kurátorky: Milena Slavická, Kamila Ženatá, 2009
Skupinová výstava prezentující díla čtrnácti současných českých umělců, kteří vytvořili díla na témata začínající písmenem „S“, včetně videoinstalace Kamily Ženaté na téma „sen“.

### Nauč se stát na jedné noze
Výstavní síň Mánes, kurátorka: Milena Slavická, 2007
V koncepčně náročné a mediálně různorodé instalaci Nauč se stát na jedné noze pracovala Kamila Ženatá s principy čínské filozofie popsané v Knize Proměn. Kamera přenášela obraz hladiny řeky na podlahu galerie, osm videí symbolizujících osm hexagramů (nebe, zemi, oheň, vodu, vítr, jezero, hrom, horu) bylo promítáno na osm obrazů, princip statického a pohybujícího se, stálého a proměnného.

## Výběr ze samostatných výstav
- 2015 – Horizont událostí / Event Horizon – Karlin Studios, Praha, site-specific (katalog)
- 2013 – Ženský dvůr / Women’s Yard – Centrum pro současné umění DOX, Praha / Malá pevnost, Terezín, site-specific (katalog)
- 2011 Roll Over All: Roll All Over / Lilith – audiovizuální instalace – 17 videoprojektorů, text, obrazy, zvuk, Galerie Prádelna – centrum pro aktuální umění, Praha 5,
- 2011 Pick Up Your Phone – audiovizuální instalace, text, videoprojekce, zvuk, Komunikační centrum Školská 28, Praha 1,
- 2009 2. patro (opuštěný byt, ve kterém zůstaly sny těch, kteří v něm žili – text, obrazy, videoart, fotografie, instalace, Galerie 5. patro – Praha (katalog)
- 2007 Nauč se stát na jedné noze – obrazy, videoart (katalog[2]), Výstavní síň Mánes, Praha;
- 2007 Twilights – světelná instalace, České Centrum, Tokio, Japonsko
- 2006 Jungle /network/, České Centrum, Stockholm, Švédsko
- 2006 Zahrada - kresby, Galerie Hollar, Praha (list k výstavě)
- 2006 Im Innerem, Foyer Dreikönigskirche, Drážďany, Německo
- 2005 Galerie Zur Grünen Tür, Uznach, Švýcarsko
- 2005 Galerie SM, Uherské Hradiště
- 2005 Centrum den Boskant, den Haag, Holandsko
- 2004 Uvnitř / Inside – oleje a akryly na plátně, Galerie Václava Špály, Praha, (katalog)
- 2003 Zahlédnutá krajina /oleje na plátně/, Galerie Zur Grünen Tür, Uznach, Švýcarsko
- 2002 Barva – oleje na plátně, Galerie Vltavín, Praha 1
- 2001 Liebe ist grün – oleje na plátně, Galerie Zur Grünen Tür, Uznach, Švýcarsko
- 2001 2 lidé 1 obraz (variace 78 obrazů na jedno téma), Galerie Nová síň, Praha (katalog)
- 1998 Nebe ze mě – oleje na plátně, Alšova jihočeská galerie, Hluboká nad Vltavou, Muzeum moderního umění, Hradec Králové, (katalog[11])
- 1997 Galerie Vltavín – Praha
- 1997 Was macht meine Farbenpalette? – oleje na plátně a koláže na papíru, Galerie Fronta, Praha, (katalog)
- 1994 Galerie de Gang, Delft, Holandsko
- 1993 Galerie Am Schlachthaus, Tübingen, Německo
- 1992 Návštěva u kouzelníka : tempery na papíře, Galerie Vltavín, Praha (katalog)
- 1992 Galerie Groll, Naarden, Holandsko
- 1991 Galerie Rathaus, Mössingen, Německo
- 1990 Atrium, Praha
- 1988 Anatomie sadu, Výstavní síň Umění-Knihy, Praha (list k výstavě)
- 1986 Kamila Albrechtová: Grafika Galerie Vincence Kramáře, Praha
- 1986 Čs. KIS Berlín (Německá demokratická republika)[12]
- 1985 Dům kultury Hradec Králové
- 1984 Okresní muzeum Kutná Hora
- 1984 Čs. KIS Bukurešť (Rumunsko)
- 1982 Čs. KIS Štětín (Polsko)
- 1982 Kamila Albrechtová Přibáňová: Grafika, kresba, Východočeská galerie, Pardubice
- 1974 Galerie Klubu přátel výtvarného umění, Čáslav

## Publikace
- ŽENATÁ, Kamila. Obrazy v pohybu : jedenadvacet zastavení s aktivní imaginací v arteterapii. Praha: Kolem, 2015. 273 s. ISBN 978-80-905949-1-3.
- ŽENATÁ, Kamila. Obrazy z arteterapie : příběhy z druhé strany. Praha: Kolem, 2015. 257 s. ISBN 978-80-905949-2-0.
- ŽENATÁ, Kamila. Kačenka hledá lásku. Praha: Divus, 2011. 106 s. ISBN 978-80-86450-58-2.
- ŽENATÁ, Kamila. Obrazy z nevědomí : práce v arteterapeutickém ateliéru. 1. vyd. Praha: Portál, 2005. 150 s. ISBN 80-7367-033-X.
  - 2. vydání 2015, ISBN 978-80-905949-0-6
- ŽENATÁ, Kamila. Kamila není doma. Praha: Vltavín, 2002. 77 s. ISBN 80-902674-9-1.

### Katalogy výstav
- ŽENATÁ, Kamila. Horizont událostí : Galerie Karlin Studios - suterén, květen - červenec 2015, Praha = Event Horizon : Galerie Karlin Studios - basement, May - July 2015, Prague. Praha: Kolem - Kamila Ženatá, 2015. 87 s. ISBN 978-80-905949-3-7.
- ŽENATÁ, Kamila. Ženský dvůr : [Centrum současného umění DOX, 7.6.-26.8. 2013 : Památník Terezín - Malá pevnost, 1.5.-26.8.2013 = The women’s yard : DOX Centre for Contemporary Art, 7.6.-26.8. 2013 : Terezín Memorial - Small Fortress, 1.5.-26.8.2013]. Praha: Schrödingerova kočka, 2013. 74 s. ISBN 978-80-260-3864-1., texty Milan Ohnisko ; fotografie Petr Háj, Milan Ohnisko, Kamila Ženatá
- ŽENATÁ, Kamila. Roll over all : [roll all over : Lilith : Prádelna Bohnice, prostor pro aktuální umění, září - říjen 2011. Praha: Kamila Ženatá, 2011. 83 s. ISBN 978-80-260-0298-7. texty Silvie Šeborová, Kamila Ženatá
- ŽENATÁ, Kamila. Kamila Ženatá - 2. patro : opuštěný byt, ve kterém zůstaly sny těch, kteří v něm žili : instalace, video, obrazy, text, fotografie : text k výstavě : listopad 2009, Galerie 5. patro. Praha: Josef Houdek, 2009. 63 s. ISBN 978-80-254-4400-9.
- SLAVICKÁ, Milena. Kamila Ženatá : obrazy, videoart, paintings : Nauč se stát na jedné noze : Výstavní síň Mánes, 1.9.-30.9.2007. Praha: Josef Houdek, 2007. 115 s. ISBN 978-80-239-9565-7.

## Zastoupení ve sbírkách
- National Gallery of Art Washington, DC
- Národní galerie, Praha – grafická sbírka
- Alšova jihočeská galerie v Hluboké nad Vltavou
- Východočeská galerie Pardubice
- Ministerstvo zahraničních věcí ČR
- Ministerstvo kultury ČR
- Muzeum moderního umění Hradec Králové
- soukromé sbírky v Čechách, v Německé spolkové republice, Švýcarsku, Nizozemsku, USA, Kanadě, Dánsku